# Naoum Aronson
Naoum Lvovich Aronson (cirílico ruso: Наум Львович Аронсон, Krāslava, Imperio ruso, hoy Letonia, 25 de diciembre de 1872jul./ 6 de enero de 1873greg.-Nueva York, 30 de septiembre de 1943) escultor ruso que pasó la mayor parte de su vida en París conocido por sus bustos de celebridades como  Ludwig van Beethoven, Louis Pasteur, Tolstói, Grigori Rasputín o Vladimir Lenin.

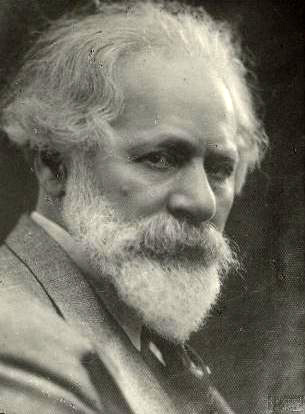
Naum Aronson en 1940

Estudió en la Academia de Bellas Artes de Vilna antes de mudarse a París donde vivió 50 años. Tuvo seis galerías en París, pero guardó sus principales obras en su taller de Montparnasse. Tras la invasión alemana de Francia en 1940, huyó a Nueva York como refugiado con algunas fotografías de sus esculturas. Falleció dos años después en su estudio del Upper West Side con 71 años.

## Obras seleccionadas

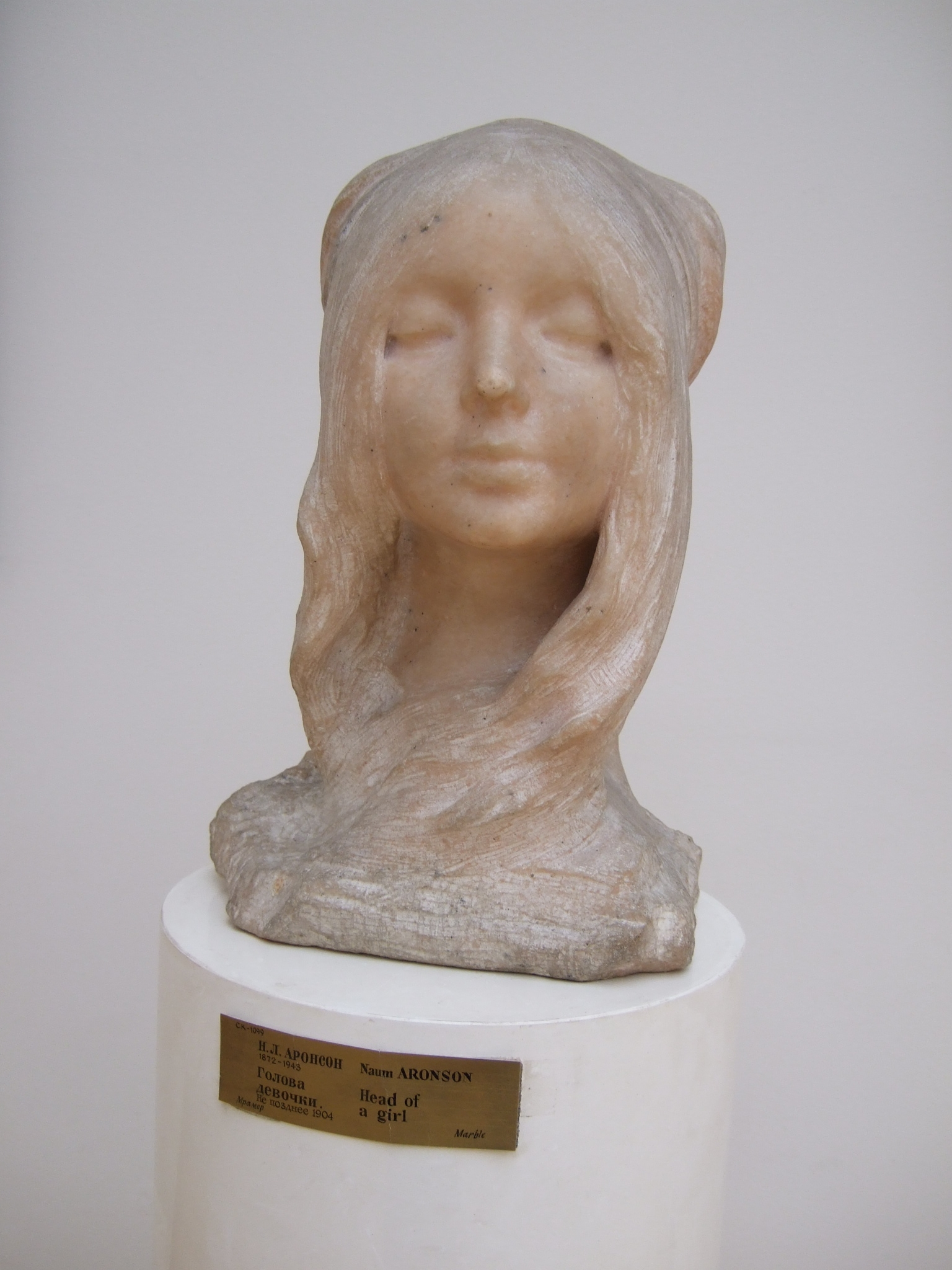
Cabeza de muchacha (~1904)
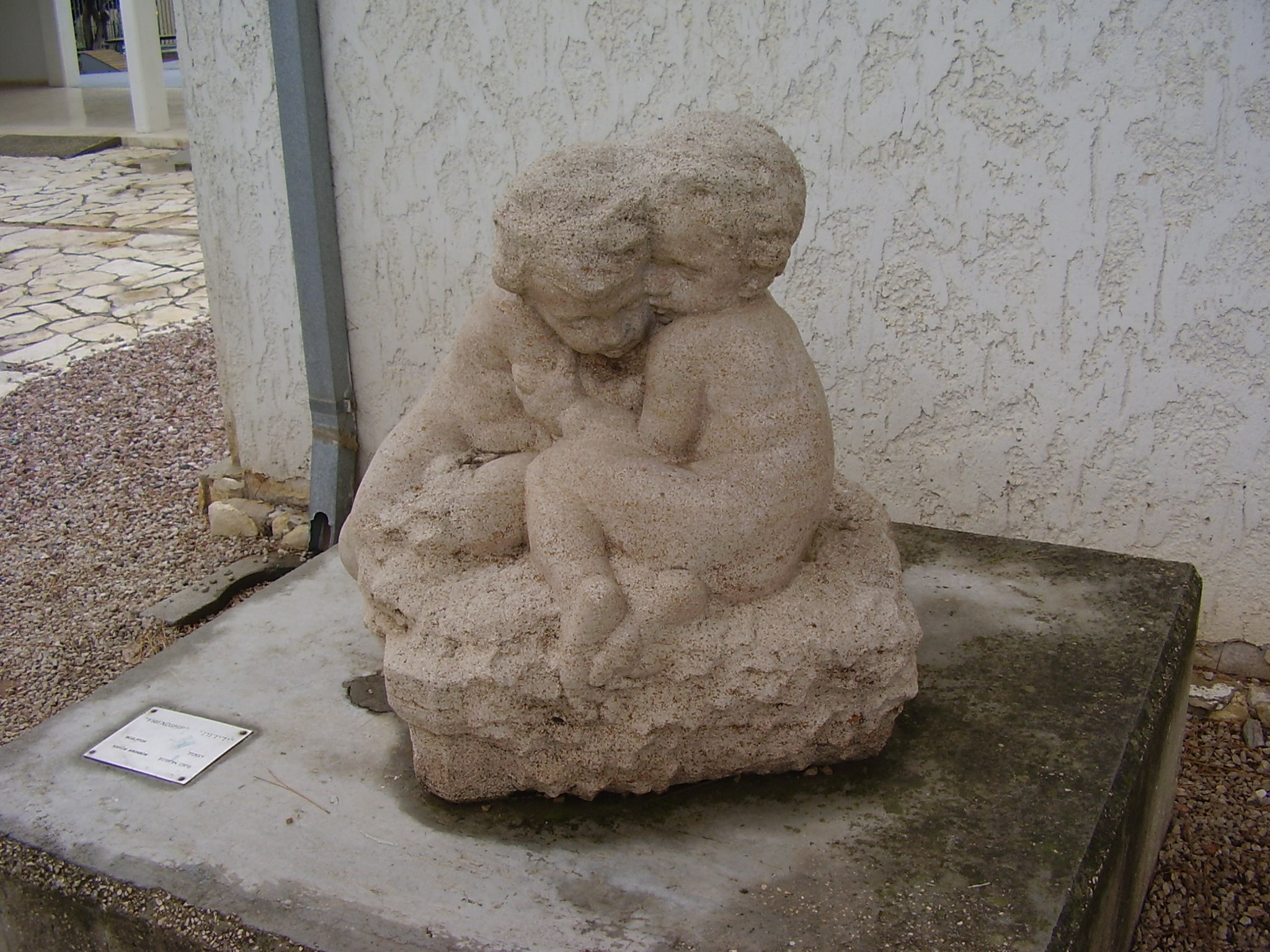
Amistad